# 努埃尔河畔阿涅尔
努埃尔河畔阿涅尔（法語：Asnières-sur-Nouère，法語發音：[anjɛʁ syʁ nwɛʁ]）是法国夏朗德省的一个市镇，位于该省中部偏西，属于昂古莱姆区。

## 地理
努埃尔河畔阿涅尔（45°42'38"N, 0°2'51"E）面积21.17 平方千米，位于法国新阿基坦大区夏朗德省，该省份为法国西部内陆省份，北起德塞夫勒省和维埃纳省，东临上维埃纳省，东南至多尔多涅省，南至多爾多涅省，西接滨海夏朗德省。
与努埃尔河畔阿涅尔接壤的市镇（或旧市镇、城区）包括：杜扎、弗莱阿克、耶尔萨克、马尔萨克、圣阿芒德努埃尔、圣热尼迪耶尔萨克、圣萨蒂南、万代勒。

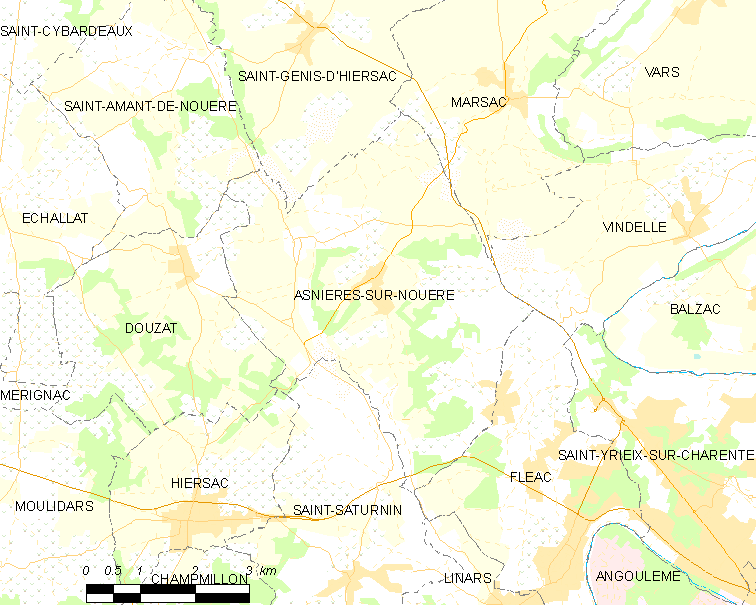
努埃尔河畔阿涅尔的OSM定位图

努埃尔河畔阿涅尔的时区为UTC+01:00、UTC+02:00（夏令时）。

## 行政
努埃尔河畔阿涅尔的邮政编码为16290，INSEE市镇编码为16019。

## 政治
努埃尔河畔阿涅尔所属的省级选区为努埃尔河谷县。

## 人口

1962-2008年间努埃尔河畔阿涅尔人口变化图示

努埃尔河畔阿涅尔于2022年1月1日时的人口数量为1278人。